# BAE Systems
BAE Systems este cea mai mare companie europeană din industria apărării, cu peste 88.000 de angajați și un profit de peste 1 miliard £ în anul 2006. Compania a fost înființată în 30 noiembrie 1999 prin fuzionarea vechilor companii British Aerospace (BAE) și Marconi Electronic Systems (MES).

## Controverse
BAE Systems a fost suspectată de plăți ilegale pentru obținerea mai multor contracte semnificative de tehnică militară - cel mai mediatizat caz de acest fel are în vedere achiziționarea a 72 de aparate Eurofighter Typhoon, cu valoare de „catalog” de 30 miliarde dolari, de către Arabia Saudită.
Presa britanică a scris pe larg despre comisioane care ar fi fost primite de prințul Bandar bin Sultan, secretarul general al Consiliului pentru Securitate Națională: mai mult de două miliarde dolari în tranșe, un Airbus A340, și chiar sponsorizarea nunții și lunii de miere a fiicei acestuia. BAE Systems a vorbit despre remunerarea unor „servicii de asistență”, ascunzându-se în spatele „confidențialității” acordurilor între guverne, mișcare, despre care s-a vehiculat că a fost asistată de autorități la cel mai înalt nivel, de către premierul Tony Blair, care ar fi intervenit atât pentru suspendarea anchetei inițiate de justiția britanică, cât și de cea americană, uzând de întreg arsenalul politic de care dispunea. Ancheta a fost oprită, în decembrie 2006, pe motiv că poate dăuna securității naționale. Decizia a fost întărită de Camera Lorzilor, în iulie 2008, care a hotărât că oprirea anchetei a fost legală.